# Saint-Julien (Côte-d’Or)
Saint-Julien – miejscowość i gmina we Francji, w regionie Burgundia-Franche-Comté, w departamencie Côte-d’Or.
Według danych na rok 1990 gminę zamieszkiwało 1221 osób, a gęstość zaludnienia wynosiła 74 osoby/km² (wśród 2044 gmin Burgundii Saint-Julien plasuje się na 191. miejscu pod względem liczby ludności, natomiast pod względem powierzchni na miejscu 574.).